# 유치원 교사
유치원 교사(幼稚園敎師)는 3~5세의 유아의 언어나 신체적, 사회적 기량의 발달을 촉진시키기 위해 설계된 교육활동을 조직하는 직업이다.

## 개요
유치원에서 초등학교 취학 전 유아들의 신체적, 정신적, 사회적 발달을 증진시키기 위해 율동을 지도하고, 기초적인 자연과학, 사회과학, 음악, 미술 등을 교육활동을 수행하여, 아동의 인지발달과 학습능력 개발을 위해 사회생활 교육, 언어 교육, 교통안전 및 환경보전 교육 등으로 지도한다.

## 유치원 교사와 보육교사의 차이점
- 근무 환경 및 대상 연령: 보육교사는 주로 어린이집과 같은 보육시설에서 근무하며, 0세부터 만 5세까지의 영유아를 대상으로 한다. 반면, 유치원 교사는 유치원에서 근무하며, 주로 만 3세부터 만 5세까지의 유아를 대상으로 한다.
- 교육 목표 및 내용: 보육교사는 영유아의 기본 생활 습관 형성과 전인적 발달을 지원하는 데 중점을 둔다. 이에 반해, 유치원 교사는 유아교육과정에 따라 아이들의 사회성, 창의성, 자기표현 능력 등을 키우는 교육에 초점을 맞춘다.
- 자격증 및 교육 과정: 보육교사가 되기 위해서는 보육교사 자격증이 필요하다. 현재 2급까지는 별다른 시험이 없고, 1급은 3년의 경력과 시험을 치러야 한다. 유치원 교사가 되기 위해서는 유치원 교사 자격증이 필요하며, 이는 교육대학이나 대학의 유아교육과에서 교육을 받아야 한다.

## 같이 보기
- 보모
- 교사
- 유치원
- 어린이집
- 영아
- 유아
- 교육
- 양육